# Wiktory Mikołaj Straszewicz
Wiktory Mikołaj Straszewicz herbu Odrowąż (zm. przed lub w 1797 roku) – sędzia grodzki repartycji rosieńskiej w latach 1766-1781, oboźny żmudzki w 1744 roku i w latach 1762-1780, rotmistrz Księstwa Żmudzkiego w 1764 roku.
W 1764 roku podpisał elekcję Stanisława Augusta Poniatowskiego z Księstwa Żmudzkiego.